# Limietvergelijkingstest
De limietvergelijkingstest is een convergentiecriterium voor reeksen met positieve termen. De reeks waarvan men de convergentie of divergentie wenst na te gaan wordt bij deze test vergeleken met een goed gekozen reeks waarvan men het gedrag (convergent of divergent) kent. De test kan met succes worden toegepast op reeksen waarvan de algemene term een breuk is met in de teller en de noemer een veelterm in n. De machten die in de veelterm voorkomen hoeven daarbij niet natuurlijk te zijn.

## Formulering
Indien de reeksen
{\displaystyle \sum _{1}^{\infty }u_{n}}  en  {\displaystyle \sum _{1}^{\infty }v_{n}}
twee reeksen zijn met positieve termen en indien
{\displaystyle \lim _{n\rightarrow \infty }{\frac {u_{n}}{v_{n}}}=c\ \ } waarbij {\displaystyle 0<c<\infty },
dan zijn beide reeksen samen convergent of samen divergent.

## Bewijs
De voorwaarde betreffende de limiet uit de formulering kan herschreven worden als
{\displaystyle \forall \epsilon >0\ \exists N_{o}>0\ :\ n>N_{o}\Rightarrow |{\frac {u_{n}}{v_{n}}}\ -\ c|\ <\epsilon }
en dus als
{\displaystyle \forall \epsilon >0\ \exists N_{o}>0\ :\ n>N_{o}\Rightarrow c\ -\ \epsilon <\ {\frac {u_{n}}{v_{n}}}\ <\ c\ +\ \epsilon }
Gezien dit geldt voor elke {\displaystyle \epsilon } kunnen we een strikt positieve waarde van {\displaystyle \epsilon } kiezen die strikt kleiner is dan c. Stel dan
{\displaystyle m=c\ -\ \epsilon \ \ ;\ \ M=c\ +\ \epsilon }
waarbij zowel {\displaystyle m} als {\displaystyle M} strikt positief is. Bijgevolg:
{\displaystyle \forall \epsilon >0\ \exists N_{o}>0\ :\ n>N_{o}\Rightarrow m\ <\ {\frac {u_{n}}{v_{n}}}\ <\ M}
of
{\displaystyle \forall \epsilon >0\ \exists N_{o}>0\ :\ n>N_{o}\Rightarrow m\cdot v_{n}\ <\ u_{n}\ <\ M\cdot v_{n}}
De reekstermen {\displaystyle v_{n}} zijn positief zodat de ongelijkheden tijdens deze laatste stap niet van richting veranderen.
Door deze betrekking op te tellen voor alle waarden van {\displaystyle n} groter dan {\displaystyle N_{o}} bekomt men
{\displaystyle m\cdot \sum _{N_{o}}^{\infty }v_{n}\ <\ \sum _{N_{o}}^{\infty }u_{n}\ <\ M\cdot \sum _{N_{o}}^{\infty }v_{n}}
Bijgevolg:
- Indien de reeks (in het midden) met termen {\displaystyle u_{n}} convergeert, convergeert de linkse reeks met termen {\displaystyle v_{n}} ook want haar reekssom (die enkel kan stijgen naarmate meer positieve termen {\displaystyle v_{n}} worden opgeteld) is dan naar boven begrensd door de eindige reekssom van de reeks in het midden gedeeld door m.
- Indien de rechtse reeks met termen {\displaystyle v_{n}} convergeert, convergeert de reeks met termen {\displaystyle u_{n}} ook want haar reekssom (die enkel kan stijgen naarmate meer positieve termen {\displaystyle u_{n}} worden opgeteld) is dan naar boven begrensd door de eindige reekssom van de reeks rechts vermenigvuldigd met M.

Deze uitspraken betreffende de convergentie gelden ook indien de reeksen vanaf de eerste term opgeteld worden in plaats van de term {\displaystyle N_{o}}. Een eindig aantal termen aan een convergente rij toevoegen zal de reeks nooit divergent maken (hoewel de totale reekssom wel verandert).
Besluit:
- als een van de twee reeksen uit de formulering convergeert, convergeert de andere ook, en
- als een van de twee reeksen uit de formulering divergeert, divergeert de andere ook

Dit laatste besluit volgt uit de eigenschappen van de logische equivalentie die stelt dat als twee uitspraken equivalent zijn, hun logische negaties dat ook zijn:
{\displaystyle (P\ \Leftrightarrow \ Q)\ \Leftrightarrow \ (-P\ \Leftrightarrow \ -Q)}

## Uitbreidingen
In de algemene formulering van de limietvergelijkingstest moet de limietwaarde {\displaystyle c} strikt positief en eindig zijn. Dit kan worden uitgebreid met twee randgevallen:
Indien
{\displaystyle \sum _{1}^{\infty }u_{n}}  en  {\displaystyle \sum _{1}^{\infty }v_{n}}
twee reeksen zijn met positieve termen, dan geldt
- indien {\displaystyle \lim _{n\rightarrow \infty }{\frac {u_{n}}{v_{n}}}=0} en de reeks {\displaystyle \sum _{1}^{\infty }v_{n}} convergeert, dan convergeert de reeks {\displaystyle \sum _{1}^{\infty }u_{n}} ook.
- indien {\displaystyle \lim _{n\rightarrow \infty }{\frac {u_{n}}{v_{n}}}=+\infty } en de reeks {\displaystyle \sum _{1}^{\infty }v_{n}} divergeert, dan divergeert de reeks {\displaystyle \sum _{1}^{\infty }u_{n}} ook.

## Gebruik
De limietvergelijkingstest kan in het bijzonder worden toegepast op reeksen waarvan de algemene term een breuk is van twee veeltermen in {\displaystyle n}. Als vergelijkingsreeks (met de termen {\displaystyle v_{n}} dus), neemt men de reeks die ontstaat door de twee veeltermen te beperken tot hun hoogste macht. Zo ontstaat een p-reeks waarvan de convergentie/divergentie bekend is: een p-reeks is convergent als {\displaystyle p>1} en divergent als {\displaystyle p\leq 1}.

## Voorbeeld
- De reeks

{\displaystyle \sum _{1}^{\infty }{\frac {2n^{1/2}+1}{5n^{2}+4n+1}}}
Als de teller en noemer worden beperkt tot hun hoogste macht ontstaat een veelvoud van een p-reeks
{\displaystyle \sum _{1}^{\infty }{\frac {2n^{1/2}}{5n^{2}}}} = {\displaystyle \sum _{1}^{\infty }{\frac {2}{5n^{3/2}}}} = {\displaystyle {\frac {2}{5}}\ \sum _{1}^{\infty }{\frac {1}{n^{3/2}}}}
en deze p-reeks is convergent, gezien haar p-waarde strikt groter is dan 1. De limietvergelijkingstest geeft dan:
{\displaystyle \lim _{n\rightarrow \infty }{\frac {2n^{1/2}+1}{5n^{2}+4n+1}}\cdot {\frac {n^{3/2}}{1}}\ =\ {\frac {2}{5}}}
Deze limiet is strikt positief en eindig. Volgens de limietvergelijkingstest vertonen beide reeksen dus hetzelfde gedrag, namelijk convergent in dit geval. De gegeven reeks is dus ook convergent.
Voor dit soort reeksen met veeltermen in {\displaystyle n} in teller en noemer kan men dus onmiddellijk zien of ze convergeren door na te gaan of het verschil in graad van de noemer minus de graad van de teller strikt groter is dan 1 (convergent) of kleiner of gelijk aan 1 (divergent).